# Francisco Alsedo y Bustamante
Francisco de Alsedo y Bustamante (n. Santander, 3 de septiembre de 1758 - frente a la costa de Cádiz, 21 de octubre de 1805) fue un militar y marino español de origen cántabro, que participó en la batalla de Trafalgar al mando del navío Montañés, donde encontró la muerte.

## Biografía
Nacido en Santander el 3 de septiembre de 1758, a los 15 años sienta plaza de guardiamarina (27 de abril de 1774) participando en 1775, a bordo del jabeque Gamo, en la expedición contra Argel. En 1781 toma parte en la batalla de Pensacola (Florida), y nuevamente en guerra contra la Corona británica, es herido en el ataque a Gibraltar del 15 de septiembre de 1782, aunque no se retira del combate hasta la mañana siguiente. El 21 de diciembre del mismo año es ascendido al grado de teniente de navío.
En 1786 es nombrado alférez de la Real Compañía de Guardias Marinas de Cádiz y encargado de la compañía de guardiamarinas de Ferrol, que embarcan en la escuadra de Juan de Lángara. Su carrera militar prosigue con sus nombramientos sucesivos de capitán de fragata (14 de junio de 1791) y teniente de la compañía de guardiamarinas de Ferrol (junio de 1792).
Al año siguiente, se embarca en el navío San Eugenio y se dirige a la América septentrional para proteger el comercio español y hostigar a las fuerzas francesas de la isla de Santo Domingo. La escuadra, formada por once navíos, siete fragatas y nueve bergantines, estaba basada en Puerto Cabello y participa activamente en la toma del fuerte del Delfín en Santo Domingo (1793). 
El 27 de octubre de 1796 su carrera militar culmina con el ascenso a capitán de navío en las colonias americanas, desde donde regresa a España en 1801 al mando del navío Asia, que fue desarbolado en un temporal en este viaje.

## Batalla de Trafalgar
En 1805 toma el mando del navío Montañés, construido a expensas de los cántabros, que lo habían ofrecido al rey. Durante la batalla, el Montañés forma parte de la escuadra de observación de Gravina, que soporta el mayor ímpetu del enemigo. En lucha contra un navío inglés de tres puentes, una bala de cañón provoca su muerte a la edad de 47 años, siendo sus últimas palabras: "He dicho que orcen, que yo quiero arrimarme más a ese navío de tres puentes, batirme a quemarropa y abordarle".